# Xã New Trier, Quận Cook, Illinois
Xã New Trier (tiếng Anh: New Trier Township) là một xã thuộc quận Cook, tiểu bang Illinois, Hoa Kỳ. Năm 2010, dân số của xã này là 55.424 người.